# Jize
Jize, även romaniserat Kitseh, är ett härad som lyder under Handans stad på prefekturnivå i Hebei-provinsen i norra Kina.